# 爪耳木属
爪耳木属（学名：Otophora）是无患子科下的一个属，为灌木或小乔木植物。该属共有约30种，分布于亚洲热带地区。